# Liégeois (boisson)
Un  liégeois est une boisson traditionnellement à base d'orangeade (ou plus souvent, de nos jours, de soda à l'orange) et de sirop de grenadine, servis sans être mélangés. Cette boisson tire son origine des couleurs rouge et or de la ville de Liège, en Belgique. Elle y est fort communément appréciée. 